# Wereldkampioenschap softbal 2016
Het wereldkampioenschap softbal vrouwen 2016 was de vijftiende editie van dit softbaltoernooi voor landenteams en het tweede dat onder auspiciën van de World Baseball Softball Confederation (WBSC) werd georganiseerd. Hiervoor was de Internationale Softbal Federatie (ISF) de verantwoordelijke wereldbond.
Het toernooi vond van 15 tot en met 24 juli plaats in Surrey, Brits-Columbia, Canada. Het was de vierde keer dat dit kampioenschap in Canada plaatsvond, St. John's (1994), Saskatoon (2002) en Whitehorse (2012) waren de vorige gaststeden van dit evenement.

## Verloop
Er nam een recordaantal van 30 landenteams aan het evenement deel waaronder Brazilië, Ecuador, Ierland, India, Israël, Kenia, Oeganda, Peru, Servië en Zwitserland die alle tien debuteerden op het WK. Het 31e land op het programma, Pakistan, reisde niet naar Canada af in verband met problemen met de visaverstrekking van enkele leden van de begeleidingsstaf.
In de openingsronde werden de teams verdeeld over acht groepen en speelden daarin een halve competitie. De groepsnummers 1 en 2 van de openingsronde gingen door naar de "kampioenschapsronde", waarin in vier groepen eveneens een halve competitie werd gespeeld. De nummers 3 en 4 van de openingsronde gingen door naar de "plaatsingronde", waarin in vier groepen eveneens een halve competitie werd gespeeld. Hierna volgden de play-offronden.
Het team van de Verenigde Staten, tevens recordkampioen, veroverde voor de tiende keer de wereldtitel door titelhouder en drievoudig kampioen Japan in de finale met 7-3 te verslaan.
Het Nederlands koninkrijksteam (Team Kingdom of the Netherlands) eindigde als vierde. Het was daarmee het eerste Europese team dat bij de laatste vier eindigde.

## Openingsronde
N.B. Beslissing op basis van: 1) onderlinge resultaten, 2) runs tegen (onderlinge resultaten), 3) onderling resultaat
Groep A
| # | Land      | W | V | B |
| - | --------- | - | - | - |
| 1 | Japan     | 2 | 0 |   |
| 2 | Venezuela | 1 | 1 |   |
| 3 | Frankrijk | 0 | 2 |   |

| Datum | Winnaar | Uitslag | Verliezer |
| ----- | ------- | ------- | --------- |
| 15/07 | VEN     | 7-0 (6) | FRA       |
| 16/07 | JPN     | 2-1     | VEN       |
| 17/07 | JPN     | 7-0 (5) | FRA       |

Groep B
| # | Land             | W | V | B |
| - | ---------------- | - | - | - |
| 1 | Verenigde Staten | 3 | 0 |   |
| 2 | Brazilië         | 2 | 1 |   |
| 3 | Oostenrijk       | 1 | 2 |   |
| 4 | Israël           | 0 | 3 |   |

| Datum | Winnaar | Uitslag  | Verliezer |
| ----- | ------- | -------- | --------- |
| 15/07 | USA     | 15-0 (3) | ISR       |
| 15/07 | BRA     | 11-0 (5) | AUT       |
| 16/07 | USA     | 15-0 (3) | AUT       |

| Datum | Winnaar | Uitslag  | Verliezer |
| ----- | ------- | -------- | --------- |
| 16/07 | BRA     | 19-0 (3) | ISR       |
| 17/07 | USA     | 13-0 (4) | BRA       |
| 17/07 | AUT     | 13-2 (4) | ISR       |

Groep C
| # | Land        | W | V | B |
| - | ----------- | - | - | - |
| 1 | Mexico      | 3 | 0 |   |
| 2 | Australië   | 2 | 1 |   |
| 3 | Zwitserland | 1 | 2 |   |
| 4 | Servië      | 0 | 3 |   |

| Datum | Winnaar | Uitslag  | Verliezer |
| ----- | ------- | -------- | --------- |
| 15/07 | MEX     | 2-0 (8)  | AUS       |
| 15/07 | SUI     | 13-10    | SRB       |
| 16/07 | AUS     | 12-0 (4) | SUI       |

| Datum | Winnaar | Uitslag  | Verliezer |
| ----- | ------- | -------- | --------- |
| 16/07 | MEX     | 15-0 (3) | SRB       |
| 17/07 | AUS     | 13-0 (4) | SRB       |
| 17/07 | MEX     | 13-0 (4) | SUI       |

Groep D
| # | Land             | W | V | B |
| - | ---------------- | - | - | - |
| 1 | Canada           | 3 | 0 |   |
| 2 | Groot-Brittannië | 2 | 1 |   |
| 3 | Oeganda          | 1 | 2 |   |
| 4 | Ierland          | 0 | 3 |   |

| Datum | Winnaar | Uitslag  | Verliezer |
| ----- | ------- | -------- | --------- |
| 15/07 | CAN     | 3-0      | GBR       |
| 15/07 | UGA     | 12-8     | IRL       |
| 16/07 | CAN     | 14-0 (4) | IRL       |

| Datum | Winnaar | Uitslag  | Verliezer |
| ----- | ------- | -------- | --------- |
| 16/07 | GBR     | 13-1 (3) | UGA       |
| 17/07 | CAN     | 10-0 (4) | UGA       |
| 17/07 | GBR     | 15-0 (4) | IRL       |

Groep E
| # | Land        | W | V | B |
| - | ----------- | - | - | - |
| 1 | Puerto Rico | 3 | 0 |   |
| 2 | Taiwan      | 2 | 1 |   |
| 3 | Ecuador     | 1 | 2 |   |
| 4 | India       | 0 | 3 |   |

| Datum | Winnaar | Uitslag  | Verliezer |
| ----- | ------- | -------- | --------- |
| 15/07 | TWN     | 11-0 (5) | ECU       |
| 15/07 | PUR     | 25-0 (2) | IND       |
| 16/07 | PUR     | 2-0      | TWN       |

| Datum | Winnaar | Uitslag  | Verliezer |
| ----- | ------- | -------- | --------- |
| 16/07 | ECU     | 14-0 (4) | IND       |
| 17/07 | TWN     | 15-0 (3) | IND       |
| 17/07 | PUR     | 7-0 (5)  | ECU       |

Groep F
| # | Land       | W | V | B |
| - | ---------- | - | - | - |
| 1 | Nederland  | 3 | 0 |   |
| 2 | Filipijnen | 2 | 1 |   |
| 3 | Tsjechië   | 1 | 2 |   |
| 4 | Pakistan   | 0 | 3 |   |

| Datum | Winnaar | Uitslag | Verliezer |
| ----- | ------- | ------- | --------- |
| 15/07 | NED     | 7-0 r   | PAK       |
| 15/07 | PHI     | 1-0     | CZE       |
| 16/07 | NED     | 2-0     | CZE       |

| Datum | Winnaar | Uitslag | Verliezer |
| ----- | ------- | ------- | --------- |
| 16/07 | PHI     | 7-0 r   | PAK       |
| 17/07 | NED     | 7-2     | PHI       |
| 17/07 | CZE     | 7-0 r   | PAK       |

Groep G
| # | Land        | W | V | B |
| - | ----------- | - | - | - |
| 1 | China       | 3 | 0 |   |
| 2 | Cuba        | 2 | 1 |   |
| 3 | Griekenland | 1 | 2 |   |
| 4 | Guatemala   | 0 | 3 |   |

| Datum | Winnaar | Uitslag | Verliezer |
| ----- | ------- | ------- | --------- |
| 15/07 | CHN     | 7-0 (6) | GUA       |
| 15/07 | CUB     | 8-1 (6) | GRE       |
| 16/07 | CHN     | 5-1     | GRE       |

| Datum | Winnaar | Uitslag | Verliezer |
| ----- | ------- | ------- | --------- |
| 16/07 | CUB     | 1-0     | GUA       |
| 17/07 | CHN     | 9-1     | CUB       |
| 17/07 | GRE     | 2-0     | GUA       |

Groep H
| # | Land          | W | V | B |
| - | ------------- | - | - | - |
| 1 | Nieuw-Zeeland | 3 | 0 |   |
| 2 | Italië        | 2 | 1 |   |
| 3 | Peru          | 1 | 2 |   |
| 4 | Kenia         | 0 | 3 |   |

| Datum | Winnaar | Uitslag  | Verliezer |
| ----- | ------- | -------- | --------- |
| 15/07 | NZL     | 28-0 (3) | KEN       |
| 15/07 | ITA     | 5-0      | PER       |
| 16/07 | NZL     | 7-0 (5)  | PER       |

| Datum | Winnaar | Uitslag  | Verliezer |
| ----- | ------- | -------- | --------- |
| 16/07 | ITA     | 15-0 (3) | KEN       |
| 17/07 | NZL     | 8-7 (9)  | ITA       |
| 17/07 | PER     | 10-3 (5) | KEN       |

## Kampioenschapsronde

### Groepswedstrijden
Groep A
| # | Land             | W | V | B |
| - | ---------------- | - | - | - |
| 1 | Japan            | 3 | 0 |   |
| 2 | Nieuw-Zeeland    | 2 | 1 |   |
| 3 | Taiwan           | 1 | 2 |   |
| 4 | Groot-Brittannië | 0 | 3 |   |

| Datum | Winnaar | Uitslag | Verliezer |
| ----- | ------- | ------- | --------- |
| 18/07 | JPN     | 6-1     | TWN       |
| 18/07 | NZL     | 6-0     | GBR       |
| 19/07 | JPN     | 4-2     | GBR       |

| Datum | Winnaar | Uitslag | Verliezer |
| ----- | ------- | ------- | --------- |
| 19/07 | NZL     | 4-0     | TWN       |
| 20/07 | TWN     | 2-1     | GBR       |
| 21/07 | JPN     | 9-2 (6) | NZL       |

Groep B
| # | Land             | W | V | B |
| - | ---------------- | - | - | - |
| 1 | Verenigde Staten | 3 | 0 |   |
| 2 | China            | 2 | 1 |   |
| 3 | Australië        | 1 | 2 |   |
| 4 | Filipijnen       | 0 | 3 |   |

| Datum | Winnaar | Uitslag  | Verliezer |
| ----- | ------- | -------- | --------- |
| 18/07 | AUS     | 11-1 (5) | PHI       |
| 19/07 | USA     | 6-1      | CHN       |
| 20/07 | USA     | 5-3      | AUS       |

| Datum | Winnaar | Uitslag  | Verliezer |
| ----- | ------- | -------- | --------- |
| 20/07 | CHN     | 7-1      | PHI       |
| 21/07 | USA     | 11-0 (4) | PHI       |
| 21/07 | CHN     | 2-0      | AUS       |

Groep C
| # | Land      | W | V | B |
| - | --------- | - | - | - |
| 1 | Mexico    | 3 | 0 |   |
| 2 | Nederland | 2 | 1 |   |
| 3 | Brazilië  | 1 | 2 |   |
| 4 | Cuba      | 0 | 3 |   |

| Datum | Winnaar | Uitslag | Verliezer |
| ----- | ------- | ------- | --------- |
| 18/07 | BRA     | 5-1     | CUB       |
| 19/07 | NED     | 9-3     | BRA       |
| 19/07 | MEX     | 1-0     | CUB       |

| Datum | Winnaar | Uitslag | Verliezer |
| ----- | ------- | ------- | --------- |
| 20/07 | MEX     | 3-2     | NED       |
| 21/07 | NED     | 9-1 (5) | CUB       |
| 21/07 | MEX     | 5-3     | BRA       |

Groep D
| # | Land        | W | V | B  |
| - | ----------- | - | - | -- |
| 1 | Venezuela   | 2 | 1 | 4  |
| 2 | Canada      | 2 | 1 | 7  |
| 3 | Puerto Rico | 2 | 1 | 10 |
| 4 | Italië      | 0 | 3 |    |

| Datum | Winnaar | Uitslag | Verliezer |
| ----- | ------- | ------- | --------- |
| 18/07 | VEN     | 6-1     | CAN       |
| 18/07 | PUR     | 4-0     | ITA       |
| 19/07 | VEN     | 5-0     | ITA       |

| Datum | Winnaar | Uitslag | Verliezer |
| ----- | ------- | ------- | --------- |
| 20/07 | CAN     | 10-0    | PUR       |
| 21/07 | CAN     | 3-1     | ITA       |
| 21/07 | PUR     | 3-0     | VEN       |

### Play-off
| nummers 1-8 |                  |          |               |
| Datum       | Winnaar          | Uitslag  | Verliezer     |
| 22/07       | Japan            | 2-0      | Mexico        |
| 22/07       | Verenigde Staten | 7-0 (5)  | Venezuela     |
| 22/07       | Canada           | 4-3      | China         |
| 22/07       | Nederland        | 8-2      | Nieuw-Zeeland |
|             |                  |          |               |
| 23/07       | Verenigde Staten | 4-3      | Japan         |
| 23/07       | Canada           | 5-0      | Mexico        |
| 23/07       | Nederland        | 8-1      | Venezuela     |
|             |                  |          |               |
| 23/07       | Canada           | 9-2 (5)  | Nederland     |
|             |                  |          |               |
| 24/07       | Japan            | 11-1 (4) | Canada        |
|             |                  |          |               |
| 24/07       | Verenigde Staten | 7-3      | Japan         |

| nummers 9-16 |             |         |                     |
| Datum        | Winnaar     | Uitslag | Verliezer           |
| 22/07        | Australië   | 1-0     | Italië              |
| 22/07        | Taiwan      | 4-1     | Cuba                |
| 23/07        | Brazilië    | 1-0     | Verenigd Koninkrijk |
| 23/07        | Puerto Rico | 2-0     | Filipijnen          |
|              |             |         |                     |
| 23/07        | Australië   | 1-0     | Taiwan              |
| 24/07        | Puerto Rico | 9-2     | Brazilië            |
|              |             |         |                     |
| 24/07        | Puerto Rico | 4-1     | Australië           |

## Plaatsingsronde

### Groepswedstrijden
Groep A
| # | Land      | W | V | B |
| - | --------- | - | - | - |
| 1 | Peru      | 3 | 0 |   |
| 2 | Frankrijk | 2 | 1 |   |
| 3 | India     | 1 | 2 |   |
| 4 | Ierland   | 0 | 3 |   |

| Datum | Winnaar | Uitslag  | Verliezer |
| ----- | ------- | -------- | --------- |
| 18/07 | FRA     | 9-2 (6)  | IND       |
| 19/07 | PER     | 11-0 (4) | IND       |
| 19/07 | FRA     | 11-0 (4) | IRL       |

| Datum | Winnaar | Uitslag  | Verliezer |
| ----- | ------- | -------- | --------- |
| 20/07 | PER     | 11-0 (4) | IRL       |
| 21/07 | PER     | 8-1 (6)  | FRA       |
| 21/07 | IND     | 5-2      | IRL       |

Groep B
| # | Land        | W | V | B |
| - | ----------- | - | - | - |
| 1 | Oostenrijk  | 3 | 0 |   |
| 2 | Griekenland | 2 | 1 |   |
| 3 | Servië      | 1 | 2 |   |
| 4 | Pakistan    | 0 | 3 |   |

| Datum | Winnaar | Uitslag | Verliezer |
| ----- | ------- | ------- | --------- |
| 18/07 | AUT     | 5-4     | GRE       |
| 19/07 | AUT     | 7-0 r   | PAK       |
| 19/07 | GRE     | 9-2 (5) | SRB       |

| Datum | Winnaar | Uitslag  | Verliezer |
| ----- | ------- | -------- | --------- |
| 20/07 | AUT     | 10-0 (4) | SRB       |
| 20/07 | GRE     | 7-0 r    | PAK       |
| 21/07 | SRB     | 7-0 r    | PAK       |

Groep C
| # | Land        | W | V | B |
| - | ----------- | - | - | - |
| 1 | Tsjechië    | 3 | 0 |   |
| 2 | Guatemala   | 2 | 1 |   |
| 3 | Israël      | 1 | 2 |   |
| 4 | Zwitserland | 0 | 3 |   |

| Datum | Winnaar | Uitslag  | Verliezer |
| ----- | ------- | -------- | --------- |
| 18/07 | ISR     | 11-8     | SUI       |
| 19/07 | CZE     | 6-1      | GUA       |
| 20/07 | CZE     | 16-1 (3) | SUI       |

| Datum | Winnaar | Uitslag  | Verliezer |
| ----- | ------- | -------- | --------- |
| 20/07 | GUA     | 19-3 (4) | ISR       |
| 21/07 | GUA     | 11-0 (4) | SUI       |
| 21/07 | CZE     | 18-0 (3) | ISR       |

Groep D
| # | Land    | W | V | B |
| - | ------- | - | - | - |
| 1 | Ecuador | 2 | 0 |   |
| 2 | Oeganda | 1 | 1 |   |
| 3 | Kenia   | 0 | 2 |   |

| Datum | Winnaar | Uitslag  | Verliezer |
| ----- | ------- | -------- | --------- |
| 18/07 | ECU     | 4-2      | UGA       |
| 19/07 | ECU     | 15-3 (4) | KEN       |
| 20/07 | UGA     | 9-2 (5)  | KEN       |

### Play-off
| nummers 17-24 |             |          |             |
| Datum         | Winnaar     | Uitslag  | Verliezer   |
| 22/07         | Oostenrijk  | 13-0 (5) | Ecuador     |
| 22/07         | Tsjechië    | 14-3 (4) | Peru        |
| 22/07         | Griekenland | 4-0      | Oeganda     |
| 22/07         | Guatemala   | 5-2 (9)  | Frankrijk   |
|               |             |          |             |
| 23/07         | Tsjechië    | 12-3 (5) | Oostenrijk  |
| 23/07         | Guatemala   | 12-1 (4) | Ecuador     |
| 23/07         | Griekenland | 4-0      | Peru        |
|               |             |          |             |
| 23/07         | Griekenland | 2-1      | Guatemala   |
|               |             |          |             |
| 24/07         | Oostenrijk  | 1-0 (8)  | Griekenland |
|               |             |          |             |
| 24/07         | Tsjechië    | 5-0      | Oostenrijk  |

| nummers 25-31 |             |          |             |  |
| Datum         | Winnaar     | Uitslag  | Verliezer   |  |
| 22/07         | Servië      | vrij     | vrij        |  |
| 22/07         | Zwitserland | 5-1      | India       |  |
| 23/07         | Ierland     | 7-6      | Israël      |  |
| 23/07         | Kenia       | 7-0 r    | Pakistan    |  |
| 23/07         |             |          |             |  |
| 23/07         | Ierland     | 11-3 (5) | Kenia       |  |
| 23/07         | Servië      | 7-6 (8)  | Zwitserland |  |
|               |             |          |             |  |
| 24/07         | Servië      | 8-5      | Ierland     |  |

## Eindrangschikking
| Goud   | Verenigde Staten |    | 9                   | Puerto Rico |             | 17 | Tsjechië    |  | 25 | Servië |
| Zilver | Japan            | 10 | Australië           | 18          | Oostenrijk  | 26 | Ierland     |  |    |        |
| Brons  | Canada           | 11 | Brazilië            | 19          | Griekenland | 27 | Kenia       |  |    |        |
| 04     | Nederland        | 11 | Taiwan              | 20          | Guatemala   | 27 | Zwitserland |  |    |        |
| 05     | Mexico           | 13 | Cuba                | 21          | Ecuador     | 29 | India       |  |    |        |
| 05     | Venezuela        | 13 | Filipijnen          | 21          | Peru        | 29 | Israël      |  |    |        |
| 07     | China            | 13 | Italië              | 23          | Frankrijk   | -  | Pakistan    |  |    |        |
| 07     | Nieuw-Zeeland    | 13 | Verenigd Koninkrijk | 23          | Oeganda     |    |             |  |    |        |

## Nederlandse selectie
De selectie van het Nederlands koninkrijksteam (Team Kingdom of the Netherlands) bestond uit zeventien vrouwen en stond onder leiding van Juni Francisca en zijn coachingstaf bestaande uit Stanley Doney, Edward Franka, Harvey Gumbs, Karen Marr en Marcel Schippers.
| Positie                        | Speelster          | Club                                 |
| ------------------------------ | ------------------ | ------------------------------------ |
| Werpers                        | Ilona Andringa *   | UVV                                  |
| Werpers                        | Rebecca Soumeru    | Sparks Haarlem                       |
| Werpers                        | Mariëlle Vleugels  | Olympia                              |
| Werpers                        | Eva Voortman       | Olympia                              |
| Werpers                        | Ginger de Weert    | Sparks                               |
| Achtervangers                  | Anne Blaauwgeers   | Sparks                               |
| Achtervangers                  | Dinet Oosting      | Olympia                              |
| Achtervangers                  | Karin Tuk          | Sparks                               |
| Binnenvelders (Honkspeelsters) | Virgine Anneveld   | Sparks                               |
| Binnenvelders (Honkspeelsters) | Damishah Charles * | Sparks                               |
| Binnenvelders (Honkspeelsters) | Shareday Christina | Olympia                              |
| Binnenvelders (Honkspeelsters) | Maxine van Dalen   | Sparks                               |
| Binnenvelders (Honkspeelsters) | Suclaina van Gurp  | Terrasvogels                         |
| Binnenvelders (Honkspeelsters) | Britt Vonk         | Terrasvogels / Scrap Yard Dawgs, USA |
| Buitenvelders                  | Jessie van Aalst   | Terrasvogels                         |
| Buitenvelders                  | Brenda Beers *     | Olympia                              |
| Buitenvelders                  | Chantal Versluis   | Sparks / Sestese, Ita                |

Reserves: Lizzie Clarijs * (Terrasvogels), Leonella Elizabeth (Sparks), Cindy van der Zanden (Sparks)
* tevens lid van het "Talant Team Holland"